# Susan Brooks
Susan Wiant Brooks, née le 25 aout 1960 à Auburn (Indiana),, est une femme politique américaine, élue républicaine de l’Indiana à la Chambre des représentants des États-Unis de 2013 à 2021.

## Biographie
Après des études à l'université Miami et à l'université de l'Indiana, Susan Brooks devient avocate, spécialisée dans le droit pénal. En 1998, elle devient l'adjointe du maire d'Indianapolis Stephen Goldsmith. En 2001, elle est nommée procureure des États-Unis pour le district du sud de l'Indiana par le président George W. Bush. Elle rejoint l'université publique Ivy Tech Community College of Indiana (en) en octobre 2007. Elle y est chargée des ressources humaines, du développement économique et des affaires juridiques.
En 2012, Brooks se présente à la Chambre des représentants des États-Unis dans le 5e district de l'Indiana, qui comprend notamment la banlieue nord d'Indianapolis. Alors que le représentant sortant Dan Burton ne se représente pas, elle remporte la primaire républicaine avec environ 1 000 voix d'avance sur l'ancien député David M. McIntosh. Elle est élue au Congrès avec 58,4 % des voix devant le démocrate Scott Reske (37,6 %). Elle est réélue avec 65,2 % des suffrages en 2014.
Lorsque Mike Pence est choisi comme colistier de Donald Trump en 2016, elle tente d'obtenir la nomination républicaine au poste de gouverneur de l'Indiana. Le comité central républicain de l'État désigne cependant le lieutenant-gouverneur Eric Holcomb et Brooks poursuit sa campagne pour le Congrès. Elle remporte un nouveau mandat après 27 points d'avance sur la démocrate Angela Demaree (61,5 % contre 34,3 %).
En 2018, elle est réélue avec environ 57 % des suffrages, son plus mauvais score. Sa circonscription est en effet l'une des rares de l'Indiana à pencher en faveur des démocrates. Après les élections, elle devient chargée du recrutement de candidats républicains en vue des élections de 2020. Le 15 juin 2019, Brooks annonce qu'elle ne sera elle-même pas candidate à sa réélection en 2020. Elle évoque notamment sa volonté de passer plus de temps avec sa famille.

## Positions politiques et accomplissements législatifs
Susan Brooks appartient à la fois au Republican Main Street Partnership, fraction modérée du Parti républicain, et au Republican Study Committee, qui regroupe les élus conservateurs du parti.
Durant son mandat, elle travaille contre le harcèlement sexuel, notamment lorsqu'elle préside la commission d'éthique de la Chambre des représentants. En 2019, elle est l'une des huit élus républicains à voter pour l'Equality Act, interdisant les discriminations basées sur l'orientation sexuelle ou l'identité de genre d'une personne.